# Христо Шишманов
Христо Петров Шишманов е български дипломат, общественик и публицист.

## Биография
Христо Шишманов е роден на 10 февруари 1903 година в Горна Оряховица в семейство на учители. Израства в Ески Джумая и Русе, завършва право в Софийския университет „Свети Климент Охридски“. Работи в Министерството на търговията, промишлеността и труда. През 1929 – 1932 година завършва стопански науки в Мюнхенския университет, след което е назначен в Министерството на външните работи и изповеданията.
В периода 1937 – 1939 година е легационен секретар в Берлин, от 1939 до 1942 година е легационен съветник в Министерството на външните работи и изповеданията. Известно време ръководи кабинета на външния министър, а след това е в Частния кабинет на цар Борис III.
Христо Шишманов е женен за Пенка Стайнова, сестра на Петко Стайнов, който след Деветосептемврийския преврат през 1944 година става външен министър. На 15 септември 1944 година е назначен за генерален консул в Париж, а през ноември 1945 година – в Женева. Освободен е на 14 май 1946 година, но отказва да се върне в България и се установява във Франция, а през 1947 година е лишен от българско гражданство.
На 12 септември 1949 година е сред основателите на емигрантската организация Съюз на свободните българи, оглавена от Йордан Пеев. Член е на българските емигрантски организации Българска общност (Българско огнище) (БО) (1959 – 1985), преименувана по-късно на Български свободен център (БСЦ) (1985 – 1992), Съюза на българските правници в чужбина (1953 – 1954) и др. Български представител е в комитета на народите, потиснати от комунизма (1951, 1957). Член е на „Ротари клуб" – София (1930-те години) и в Льо Блан, Франция (около 1971).
Умира през 1996 година в Париж.